# Byrrhinus neoguineensis
Byrrhinus neoguineensis är en skalbaggsart som först beskrevs av Maurice Pic 1956.  Byrrhinus neoguineensis ingår i släktet Byrrhinus och familjen lerstrandbaggar. Inga underarter finns listade i Catalogue of Life.